# Kinesiska buddhismens skriftkanon

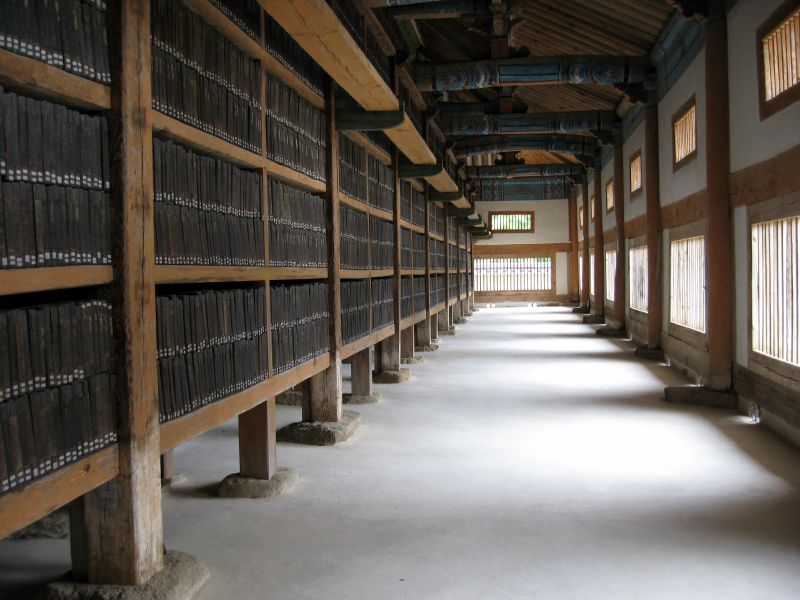
Tripitaka Koreana, en tidig variant på den kinesiska buddhistkanonen

Den kinesiska buddhismens skriftkanon (大藏經 dàzàngjīng; japanska: 大蔵経 daizōkyō; Koreanska: 대장경 daejanggyeong; vietnamesiska: Đại tạng kinh; "Det stora förrådets skrifter") inkluderar många olika buddhistiska skrifter, såsom skrifter från många olika tidiga buddhistiska inriktningar, mahayanasutror i olika versioner/översättningar, samt tantrisk litteratur. Allt eftersom östasiatisk buddhism utvecklades blev också skrifter från östasiatiska författare inkluderade i kanonen, skrivna i klassisk kinesiska. Eftersom kanonen var betydligt bredare i innehåll än den indiska benämningen tripitaka tillät, fick den kinesiska buddhistkanonen inledningsvis en rad olika namn, där namnet slutligen blev 大藏經 (dàzàngjīng).
Kanonen refereras även till som "mahayanabuddhismens skriftkanon", då den innehåller mycket stora kollektioner av mahayanasutror.

## Utveckling
De tidigaste fullständiga buddhistiska skriftkanonerna från Kina är från 400-talet; vid 700-talet inkluderade kanonen över 1 000 individuella texter i mer än 5 000 rullar. På 900-talet hade blocktryck blivit sofistikerat nog att kanonen började publiceras, först i Songdynastin, och sedan i hela Östasien.
Den andra blocktryckta kanonen från den koreanska Goryeodynastin, tripitaka koreana inkluderade 1 514 texter i 6 815 rullar, karvade på 81 258 individuella träblock, som fortfarande finns bevarade idag i Haeinsaklostret. Utifrån denna skriftkanon utvecklades sedan den japanska Taishō Shinshū Daizōkyō ("Nya versionen av den buddhistiska skriftkanonen sammanställd under regeringstiden Taisho") har blivit standard som referenskälla när det gäller östasiatiskt buddhistiskt material. Denna skriftkanon anses ofta vara den definitiva östasiatiska kanonen (mahayanakanonen), även om kanoen i fråga ofta kopierar den koreanska tripitaka koreana rakt av på många ställen.

## Innehåll
Huvudartikel: Taishō Shinshū Daizōkyō
Taisho-versionen av kanonen innehåller bland annat agamor (singularis: agama), mahayanasutror, vajrayanasutror, vinaya från diverse tidiga buddhistiska inriktningar, abhidharma från diverse tidiga buddhistiska inriktningar, med mera.

## Galleri

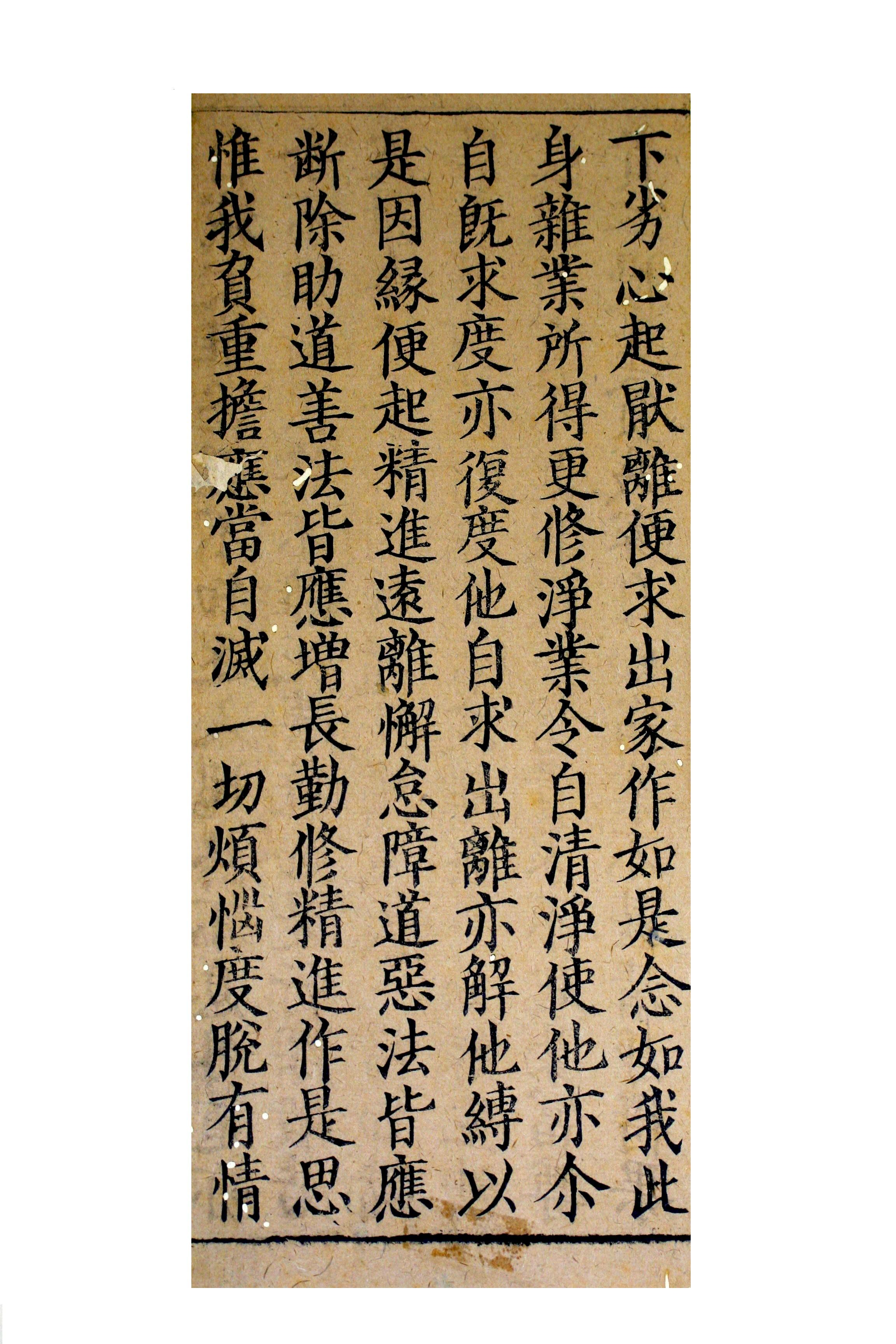
En sida från Songdynastins skriftkanon
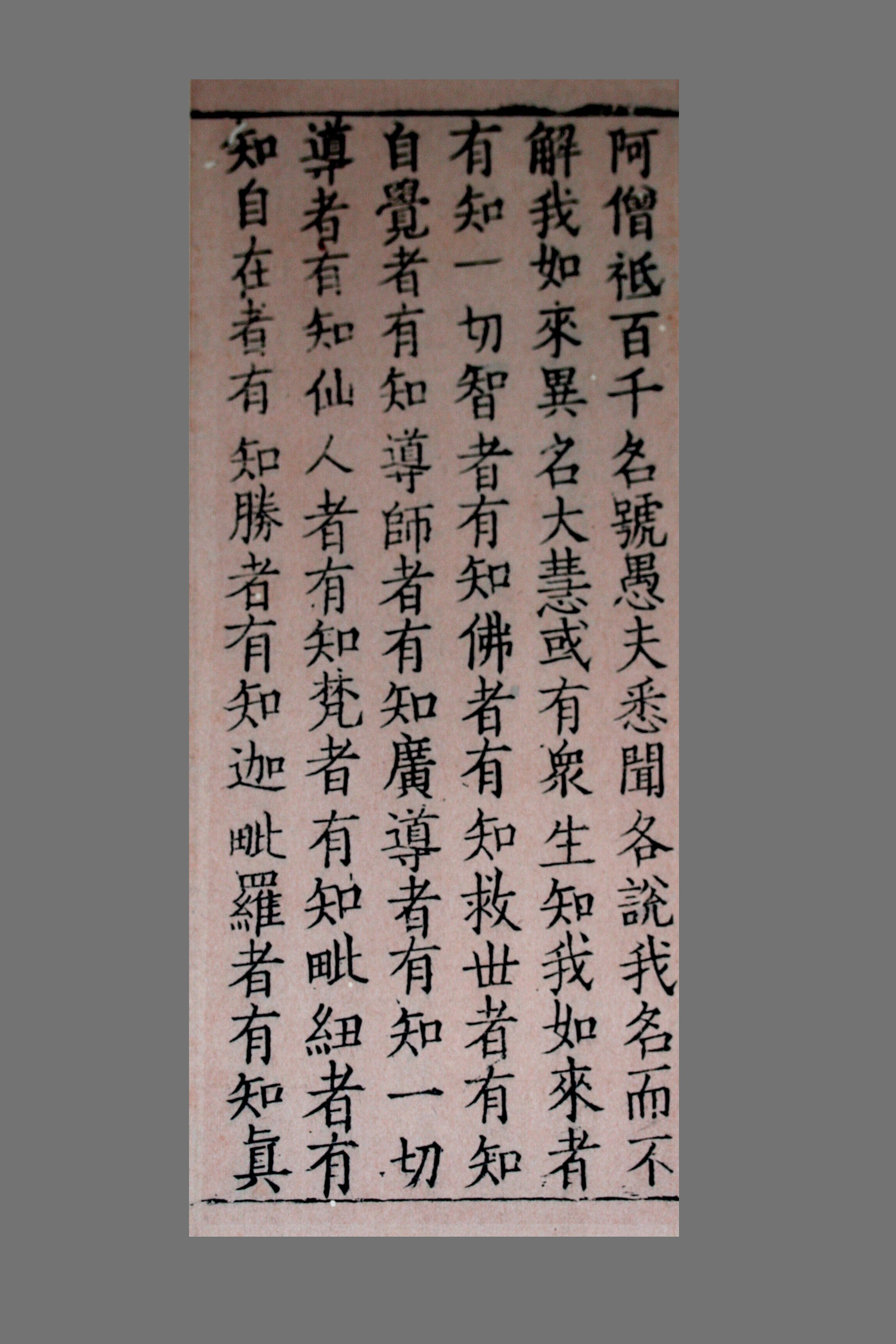
En sida från Tripiṭaka Koreana